# Grinzinger Friedhof

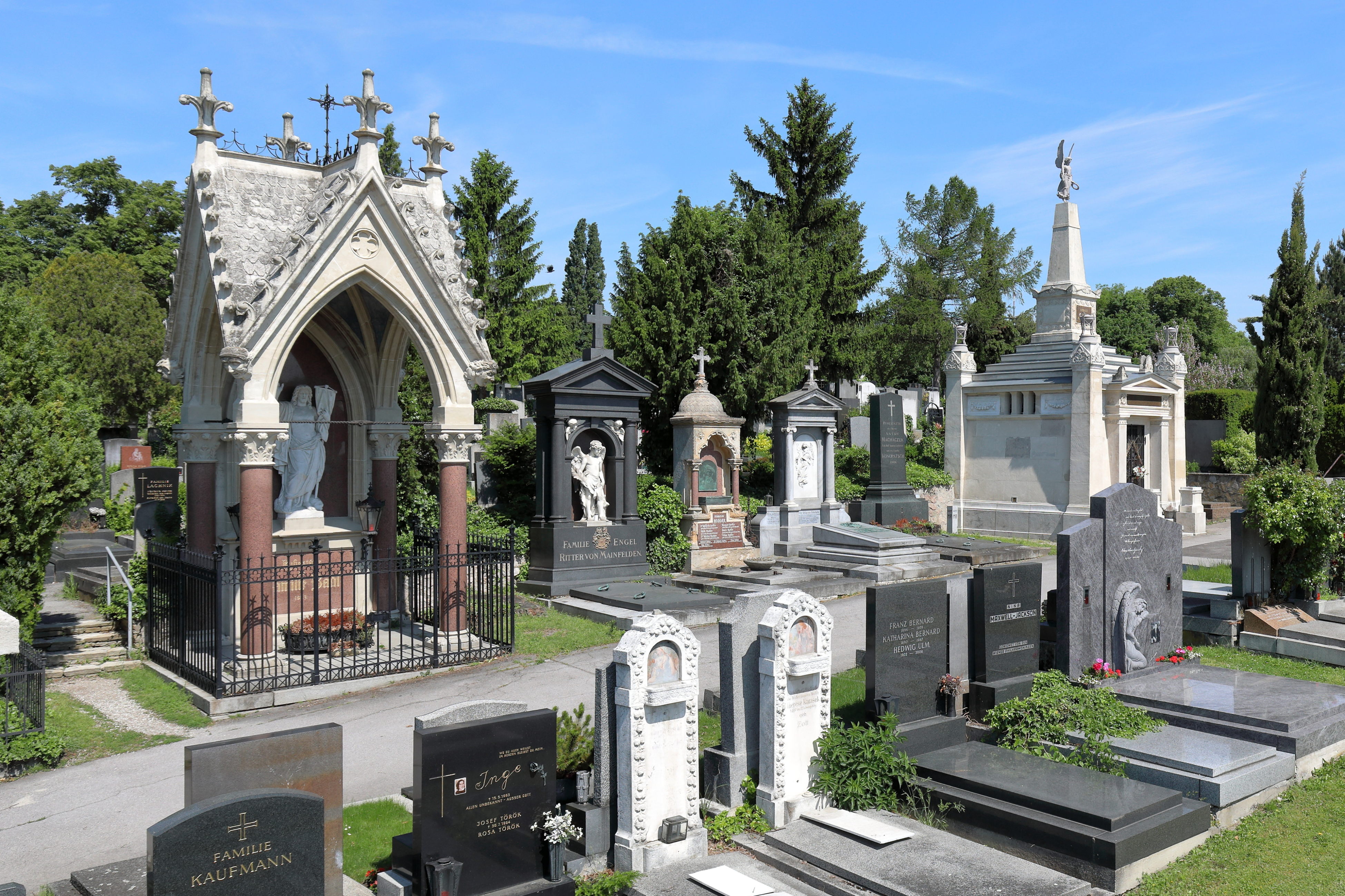
Grinzinger Friedhof im Bereich Gruppe MR

Der Friedhof Grinzing ist ein Friedhof im 19. Wiener Gemeindebezirk Döbling.

## Lage
Der Friedhof Grinzing liegt im Zentrum von Döbling im Bezirksteil Grinzing, An den langen Lüssen 33. Der Friedhof wird im Westen vom Rosenweg, im Süden von der Aslangasse und im Norden und Osten von Wohnhausanlagen begrenzt. Der Friedhof umfasst eine Fläche von 42.162 Quadratmeter und 5.100 Grabstellen.

## Geschichte

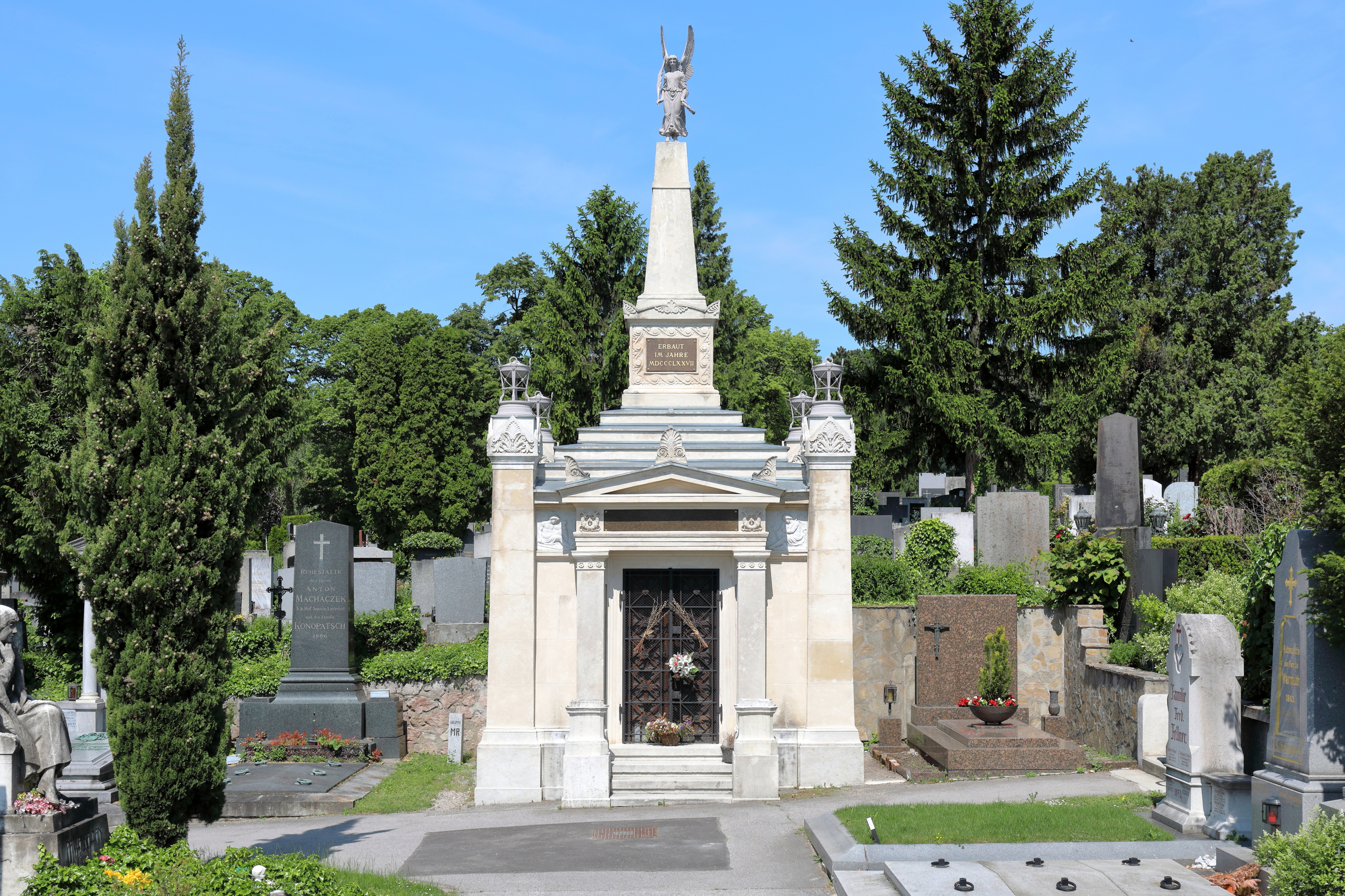
Grabkapelle für Karl Weil, das einzige denkmalgeschützte Objekt des Friedhofes (Stand 2017)

Die Toten des Ortes Grinzing mussten ursprünglich um die Pfarrkirche St. Michael in Heiligenstadt bestattet werden. Lediglich während der Pestzeit 1713 wurde an der Grinzinger Kapelle Beerdigungen durchgeführt. Nach der Erhebung Grinzings zur Pfarre 1783 wurde in Grinzing ein eigener Friedhof gegründet. Dieser wurde im Anschluss an den Garten des Pfarrhofes (heute Mannagettagasse) angelegt. Da dieser „Leichenhof“ rasch belegt war, stiftete Franz Huschka Edler von Ratschitzburg 1829 ein Grundstück zur Errichtung eines neuen Friedhofs. Das Grundstück in der Größe von 2.867 Quadratmetern wurde 1830 geweiht und erstmals am 15. Oktober 1830 belegt. 1880 erhielt der Friedhof ein Totengräberhaus mit Totenkammern. 1873 erfolgte die Erweiterung des Friedhofs um Grundstücke aus dem Gemeindeeigentum, weitere 126 Quadratmeter stifteten die Geschwister Budinsky 1901. 1908 wurde die Erbauung von 25 Gartengrüften am neuen Teil des Friedhofes beschlossen, eine neuerliche Erweiterung des Friedhofes um 7.215 Quadratmeter erfolgte 1911.
Da der Oberdöblinger Friedhof nicht mehr erweiterungsfähig war, wurde der Grinzinger Friedhof als Ersatzbegräbnisstätte bestimmt. 1918 und 1919 musste der Friedhof deshalb neuerlich erweitert werden. Das Verwaltungsgebäude wurde in der Folge 1925 um einen Zubau erweitert und der Aufbahrungsraum vergrößert. 1934 wurde die Leichenkammer durch eine Beisetz- sowie eine Umkleidekammer ersetzt und die Aufbahrungshalle durch einen Zubau erweitert. An der Nordseite wurde zudem ein Kanzleiraum angebaut. Während des Zweiten Weltkriegs und in der Nachkriegszeit wurde der Friedhof erneut erweitert. Die Beseitigung der Kriegsschäden wurde 1954 durch die Renovierung der Arkaden abgeschlossen. Die 1952 umgebaute Aufbahrungshalle wurde 1957/58 vergrößert und mit einem Kanzlei- und Priesterraum versehen. 1959 wurde der Friedhof letztmals erweitert und ein neues Betriebsgebäude errichtet. Die alte Beisetzkammer wurde abgerissen. Die 1961/62 durchgeführten Sanierungsarbeiten im alten Bereich des Friedhofs führten zur Gewinnung neuer Grabstellen und waren die Grundlage für die Rückgewinnung heimgefallener Grabstellen.

## Aufbahrungsraum

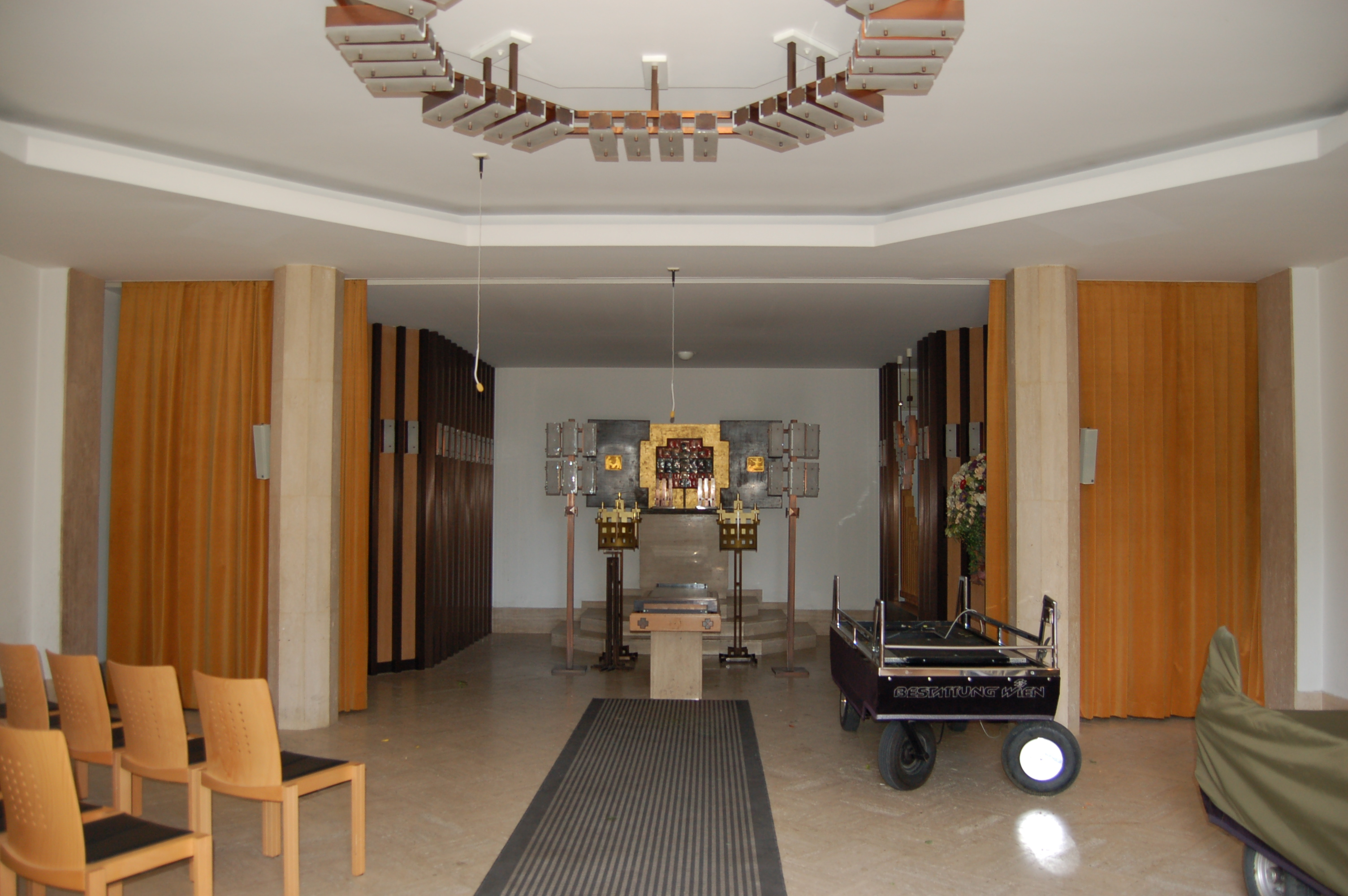
Der Aufbahrungsraum am Grinzinger Friedhof

Der heutige Aufbahrungsraum wurde 1976 nach Plänen des Architekten Erich Boltenstern umgestaltet. Der Raum verfügt über einen Flügelaltar, der vom Maler Hans Robert Pippal gestaltet wurde. Die Bleiverglasung stammt vom Maler Hermann Bauch. Am 18. März 1977 wurde der Aufbahrungsraum wiedereröffnet. In ihm können auch Kremationsfeiern durchgeführt werden.

## Grabstätten bedeutender Persönlichkeiten

### Ehrenhalber gewidmete Gräber

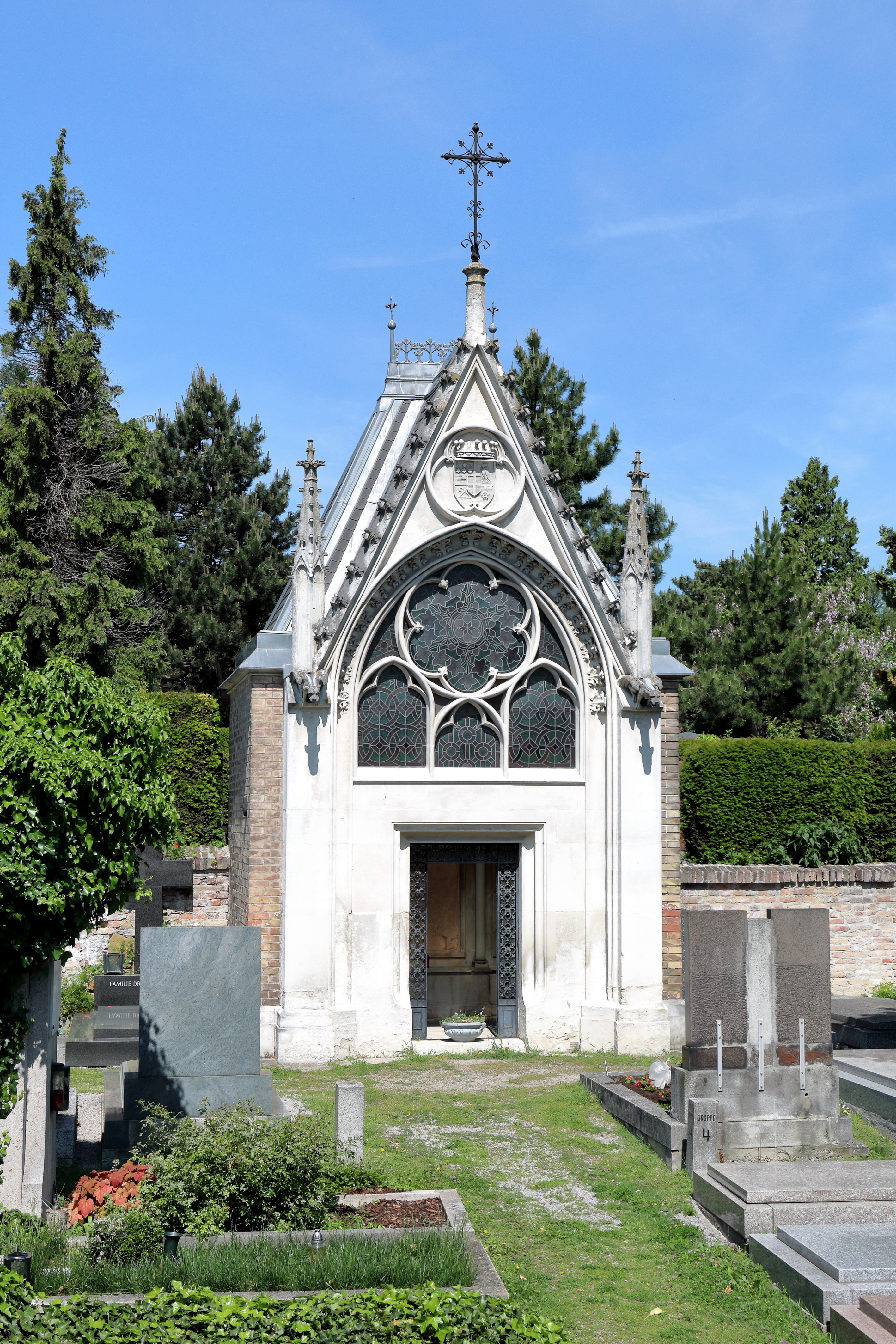
Die Grabkapelle Heinrich von Ferstels

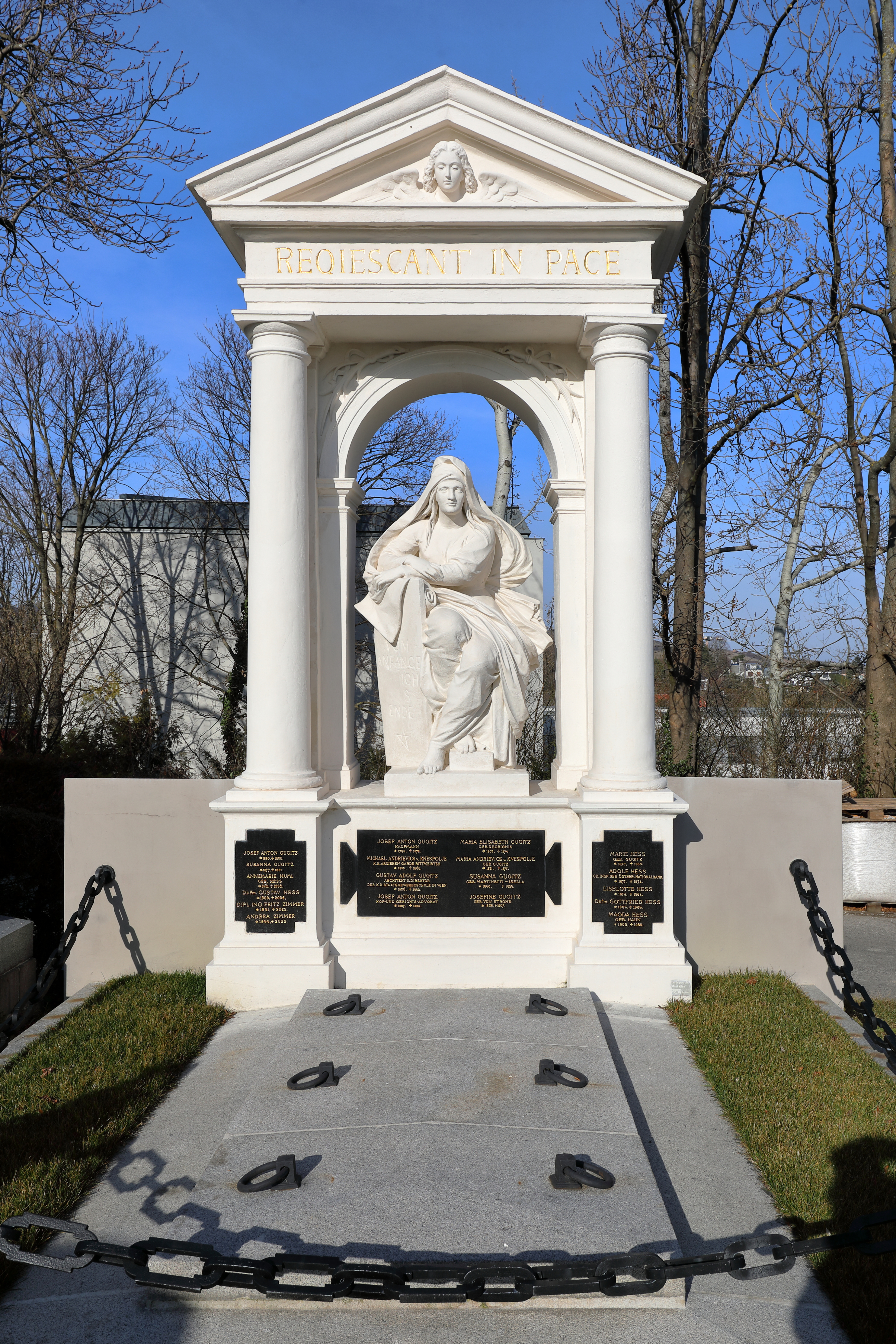
Grabstätte der Familie Gugitz

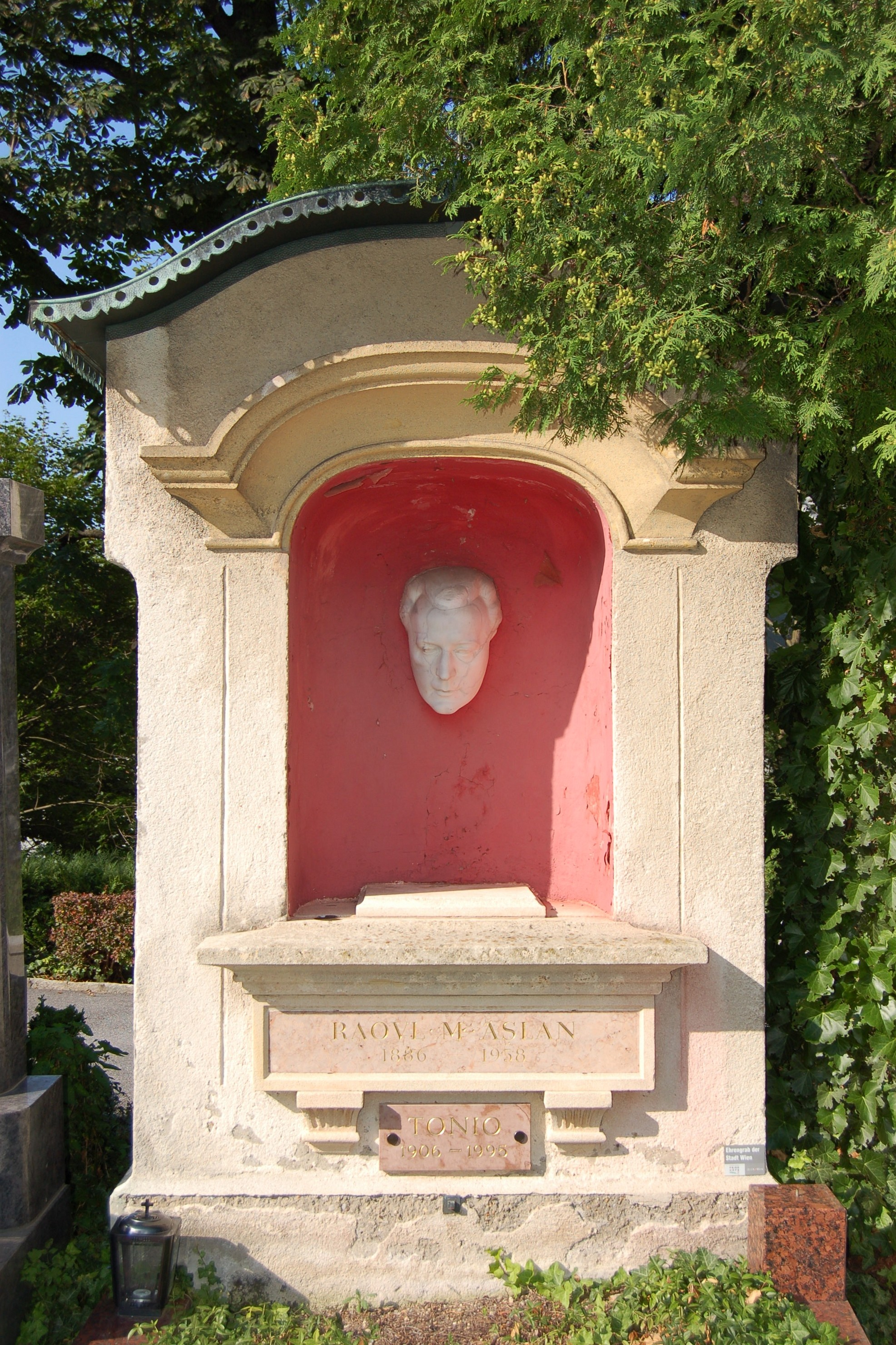
Das Grabmal von Raoul Aslan auf dem Grinzinger Friedhof

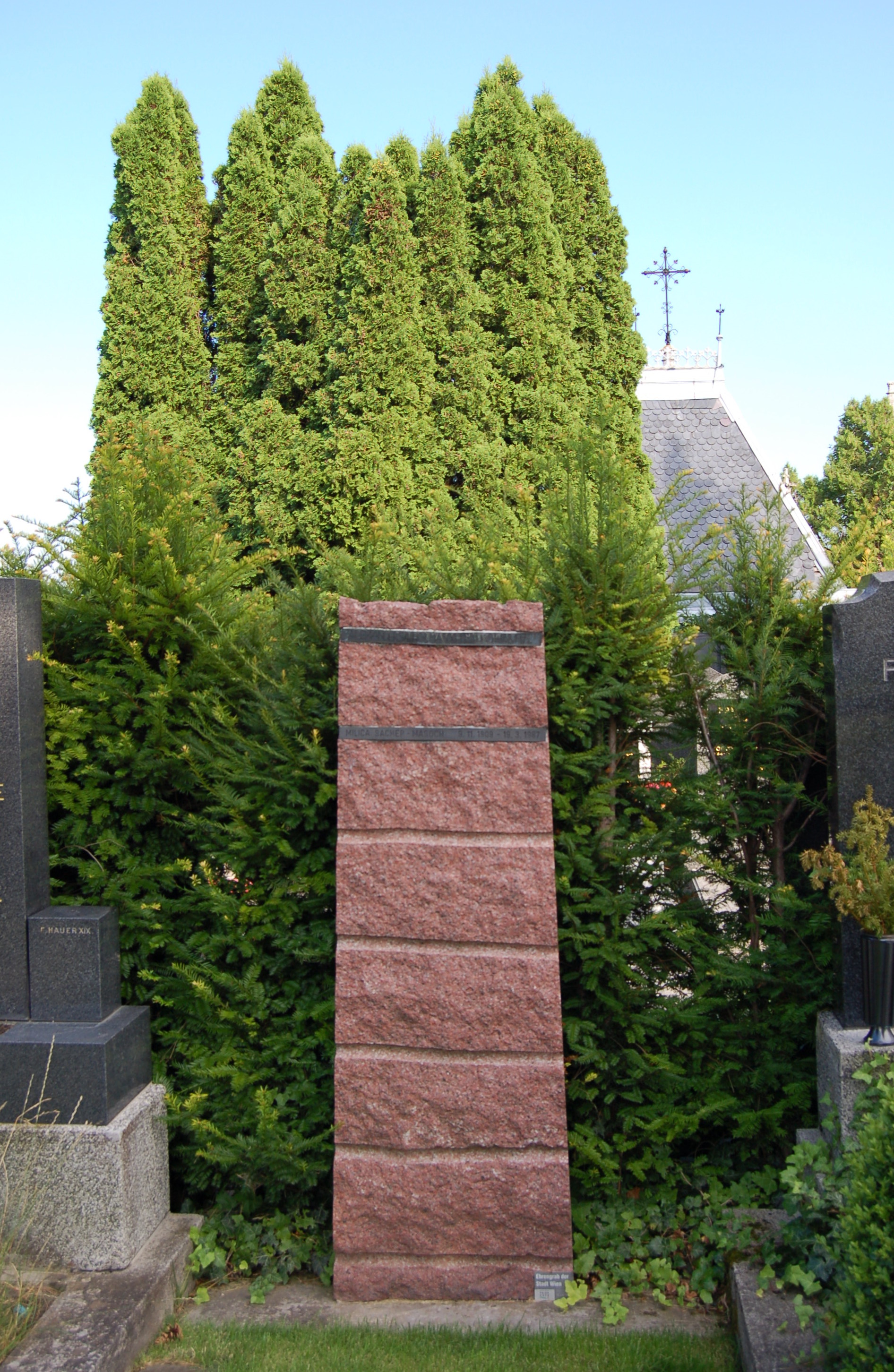
Grabmal von Alexander Sacher-Masoch

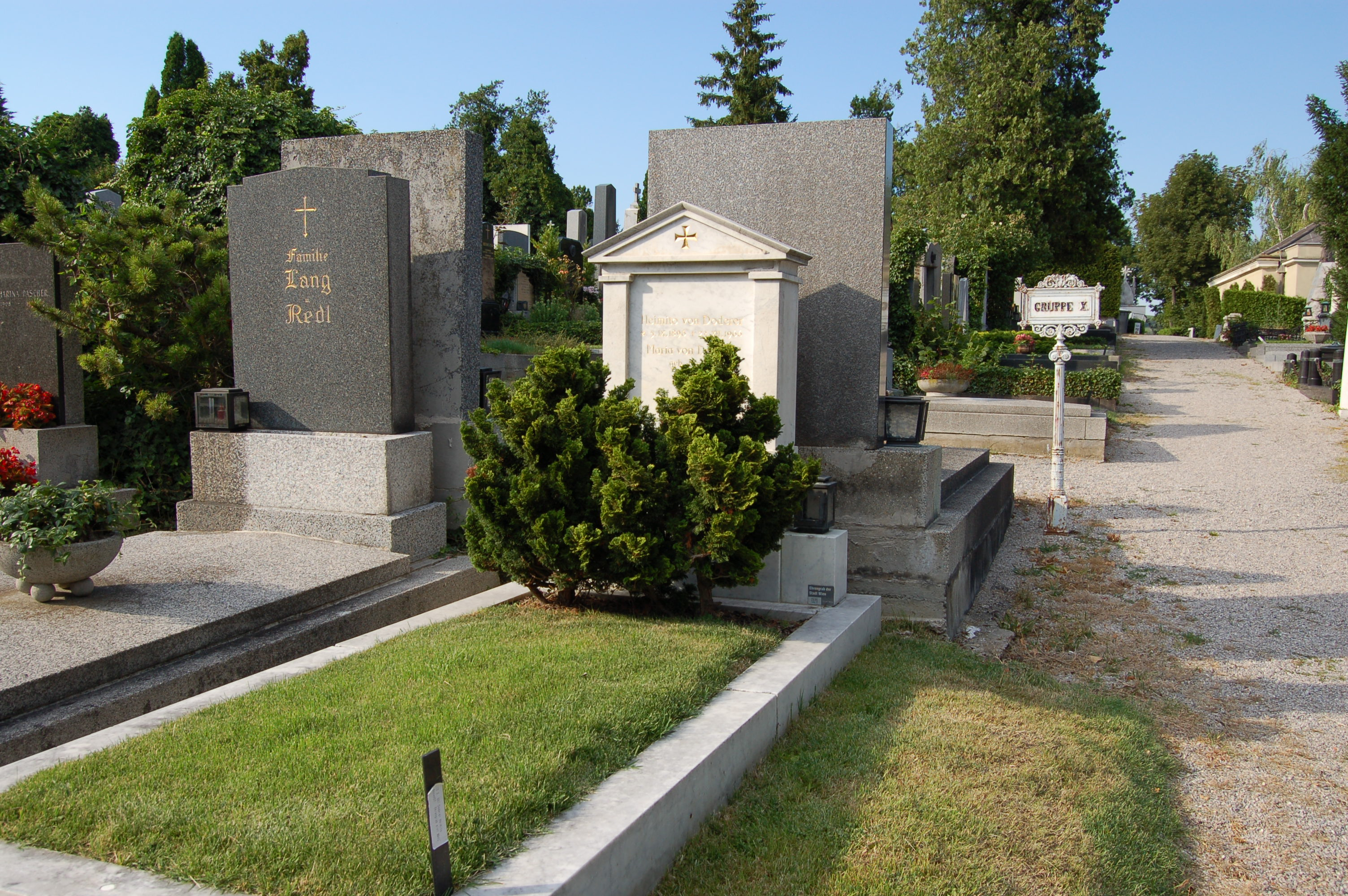
Grabmal von Heimito von Doderer

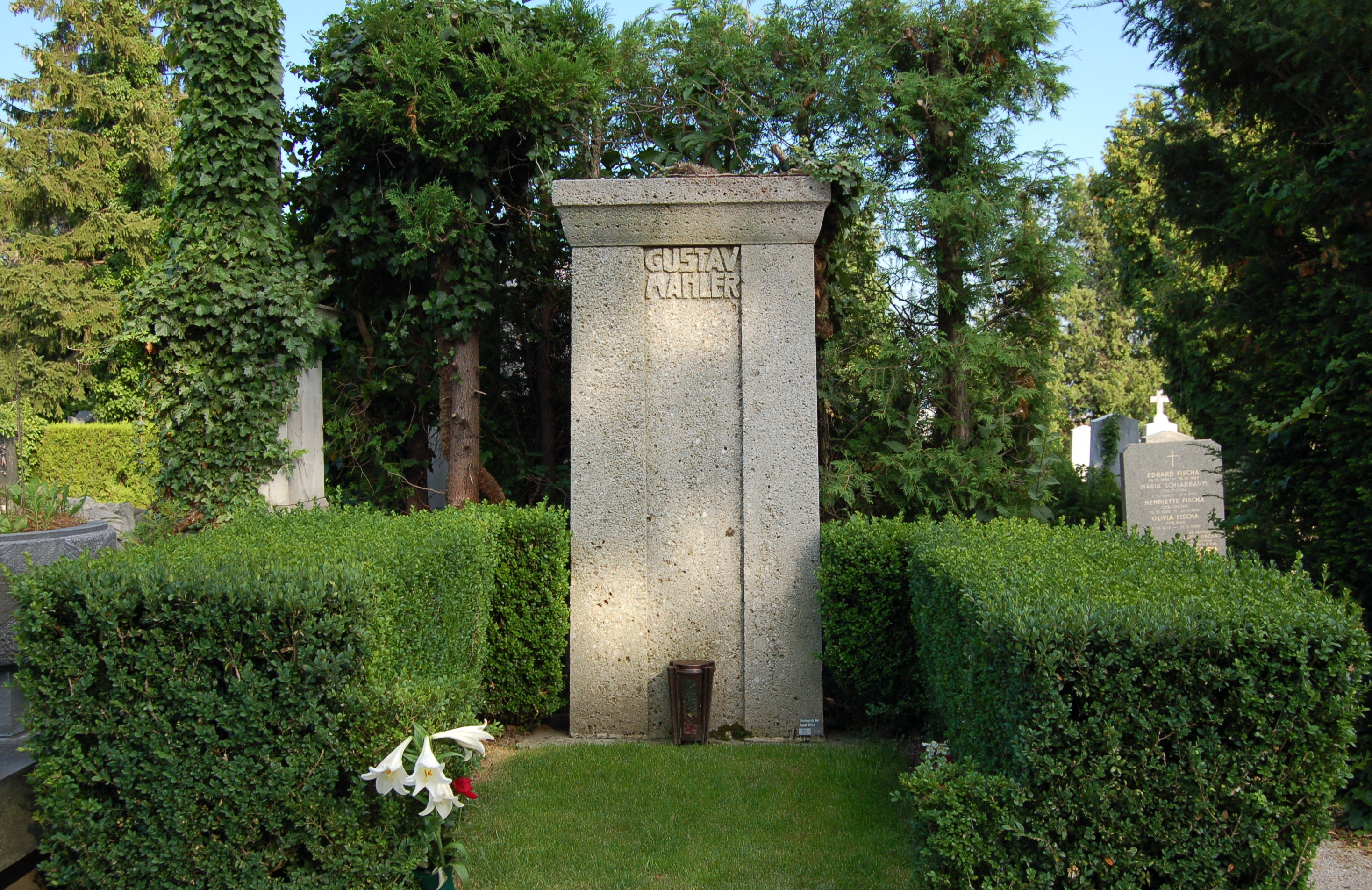
Grabmal von Gustav Mahler

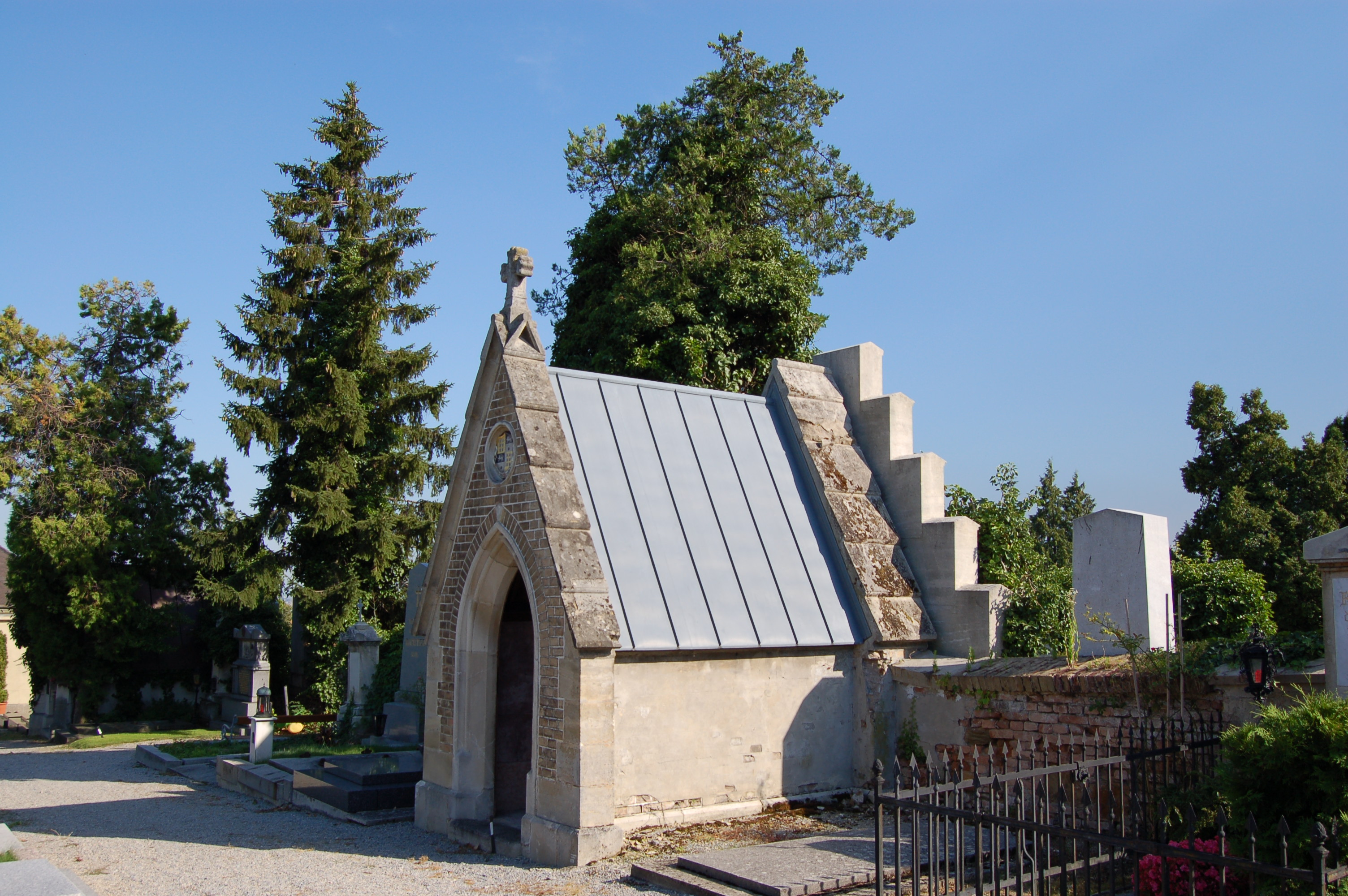
Mausoleum von August Sicard von Sicardsburg auf dem Grinzinger Friedhof

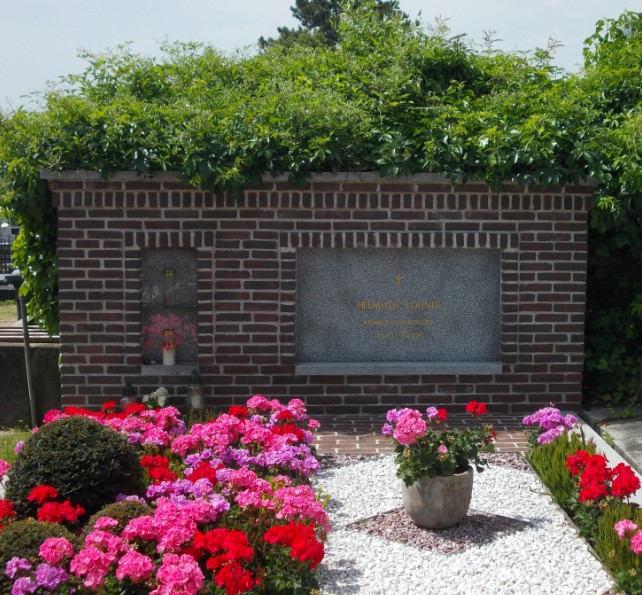
Grab von Helmuth Lohner

Auf dem Grinzinger Friedhof befinden sich 53 ehrenhalber gewidmete Gräber und zwei historische Grabstellen.
| Name                          | Lebensdaten | Tätigkeit                                    |
| ----------------------------- | ----------- | -------------------------------------------- |
| Johann Angeli                 | 1859–1925   | Gemeinderat                                  |
| Raoul Aslan                   | 1886–1958   | Schauspieler                                 |
| Alois Delug                   | 1859–1930   | Akademischer Maler                           |
| Julius Deutsch                | 1884–1968   | Staatssekretär                               |
| Heimito von Doderer           | 1896–1966   | Schriftsteller                               |
| Ferdinand Fellner d. J.       | 1847–1916   | Architekt                                    |
| Josef Fellner                 | 1909–1964   | Komponist, Heurigensänger                    |
| Heinrich von Ferstel          | 1828–1883   | Architekt                                    |
| Martin Flossmann              | 1937–1999   | Kabarettist                                  |
| Uzzi Förster                  | 1930–1995   | Musiker                                      |
| Joseph von Führich            | 1800–1876   | Historienmaler                               |
| Wolfgang Gasser               | 1927–2007   | Kammerschauspieler                           |
| Gustav Gugitz                 | 1836–1882   | Architekt                                    |
| Franz Herterich               | 1877–1966   | Oberregisseur, Burgtheaterdirektor           |
| Attila Hörbiger               | 1896–1987   | Kammerschauspieler                           |
| Franz Huschka                 | 1751–1830   | Stifter des Grinzinger Friedhofs, Alter Teil |
| Karl Illner                   | 1877–1935   | Pilot, Flugzeugkonstrukteur                  |
| Josef Klaus                   | 1910–2001   | Politiker, Bundeskanzler (1964–1970)         |
| Richard Knoller               | 1869–1926   | Fahrzeugkonstrukteur, Flugwissenschaftler    |
| Rudolf Kolisch                | 1896–1978   | Geiger, Musikwissenschaftler                 |
| Krticzka von Jaden            |             | Familiengruft                                |
| Leopold Kupelwieser           | 1796–1862   | Maler                                        |
| Rudolf Leopold                | 1925–2010   | Augenarzt, Kunstsammler                      |
| Gustav Mahler                 | 1860–1911   | Komponist                                    |
| Alma Mahler-Werfel            | 1879–1964   | Künstlerin                                   |
| Elfie Mayerhofer              | 1917–1992   | Sängerin                                     |
| Ernst Meister                 | 1926–1986   | Schauspieler                                 |
| Friedrich Mitterwurzer        | 1844–1897   | Schauspieler des Wiener Hofburgtheaters      |
| Otto Müller                   | 1837–1920   | Komponist                                    |
| Caspar Neher                  | 1897–1962   | Bühnenbildner, Textdichter                   |
| Andreas Okopenko              | 1930–2010   | Schriftsteller                               |
| Vincenz Ludwig Ostry          | 1897–1977   | Journalist, Hofrat                           |
| Carl Radnitzky                | 1818–1901   | Bildhauer, Medailleur                        |
| Edwin Rollett                 | 1889–1964   | Schriftsteller, Chefredakteur                |
| Arnold Rosé                   | 1863–1946   | Violinist                                    |
| Alexander Rothaug             | 1870–1946   | Akademischer Maler                           |
| Alexander Sacher-Masoch       | 1901–1972   | Schriftsteller                               |
| Ernst Scheibelreiter          | 1897–1973   | Dichter, Schriftsteller                      |
| Eduard Schön                  | 1825–1879   | Komponist, Beamter, k.k. Sektionschef        |
| Karl Schweninger d. Ä.        | 1818–1887   | Akademischer Landschaftsmaler                |
| Herwig Seeböck                | 1939–2011   | Schauspieler                                 |
| August Sicard von Sicardsburg | 1813–1868   | Architekt                                    |
| Josef Sorgo                   | 1869–1950   | Internist                                    |
| Richard Specht                | 1870–1932   | Musikschriftsteller                          |
| Leopold Steiner               | 1857–1927   | Landeshauptmann a. D.                        |
| Josef Luitpold Stern          | 1886–1966   | Volksbildner, Dichter                        |
| Rudolf Stürzer                | 1865–1926   | Schriftsteller                               |
| Alfred Uhl                    | 1909–1992   | Komponist und Musikpädagoge                  |
| Hans Unterkircher             | 1894–1971   | Burgschauspieler                             |
| Alexander von Villers         | 1812–1880   | Schriftsteller                               |
| Rudolf Wegscheider            | 1859–1935   | Chemiker                                     |
| Fritz Zerritsch d. Ä.         | 1865–1938   | Akademischer Bildhauer                       |
| Fritz Zerritsch d. J.         | 1888–1985   | Maler, Graphiker                             |

### Historische Grabstellen
Bei historischen Grabstellen sichert die Stadt Wien den Erhalt, ohne dass die Bestatteten eine besondere Ehrenbezeugung erhalten.
| Name           | Lebensdaten | Tätigkeit                      |
| -------------- | ----------- | ------------------------------ |
| Dagmar Fuhrich | 1952–1963   | Ballettschülerin und Mordopfer |
| Carl Moll      | 1861–1945   | Maler                          |

### Gräber weiterer Persönlichkeiten

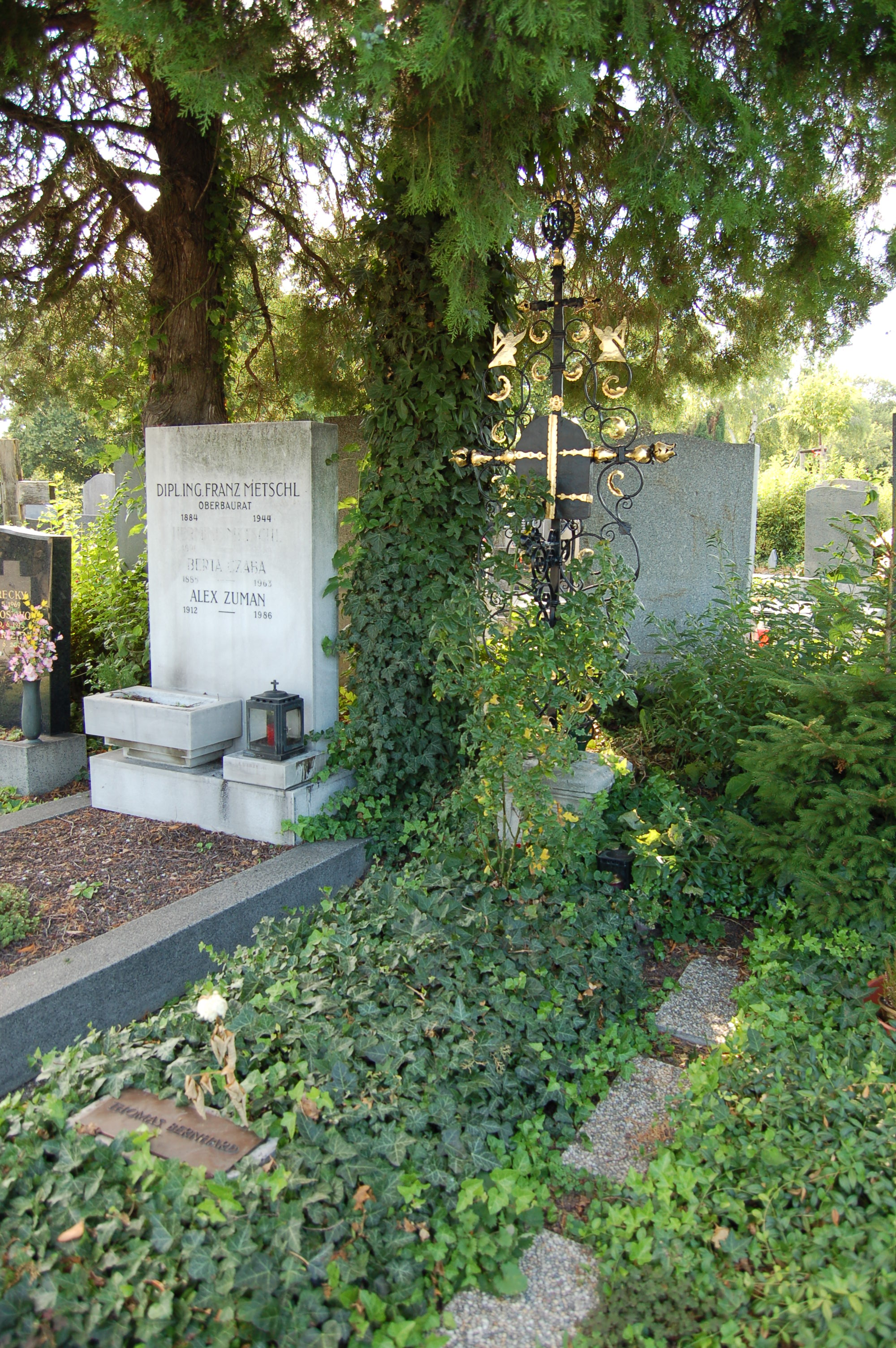
Grabstätte Thomas Bernhards

Weitere bedeutende Persönlichkeiten, die am Grinzinger Friedhof begraben sind:
| Name                          | Lebensdaten | Tätigkeit                                                     |
| ----------------------------- | ----------- | ------------------------------------------------------------- |
| Carlo Abarth                  | 1908–1979   | Rennfahrer, Unternehmer                                       |
| Peter Alexander               | 1926–2011   | Sänger, Schauspieler und Showmaster                           |
| Wilhelm Auerswald             | 1917–1981   | Physiologe                                                    |
| Ernst Benedikt                | 1882–1973   | Schriftsteller                                                |
| Thomas Bernhard               | 1931–1989   | Schriftsteller                                                |
| Erich Bielka                  | 1908–1992   | Diplomat, Außenminister                                       |
| Franz Böheim                  | 1909–1963   | Schauspieler                                                  |
| Herbert Braunsteiner          | 1923–2006   | Mediziner                                                     |
| Emil Bressler                 | 1847–1921   | Architekt                                                     |
| Erhard Buschbeck              | 1889–1960   | Schriftsteller und Dramaturg                                  |
| Gandolf Buschbeck             | 1926–2011   | Schauspieler                                                  |
| Rudolf Christ                 | 1916–1982   | Sänger                                                        |
| Curt Christian                | 1920–2010   | Mathematiker                                                  |
| Peter Czernin                 | 1932–2016   | Architekt                                                     |
| Alfons Dalma                  | 1919–1999   | Journalist                                                    |
| Hans Dichand                  | 1921–2010   | Journalist und Zeitungsherausgeber                            |
| Felix von Dombrowski          | 1895–1954   | Sänger, Schauspieler und Rundfunkmoderator (Grab aufgelassen) |
| Ludwig Draxler                | 1896–1972   | Rechtsanwalt und Finanzminister                               |
| Armand von Dumreicher         | 1845–1908   | Politiker und Schulreformer                                   |
| Georg Ebert                   | 1928–2013   | Pianist                                                       |
| Rudolf Eisler                 | 1881–1977   | Architekt                                                     |
| Hugo Ellenberger              | 1903–1977   | Volksbildner                                                  |
| August Engel von Mainfelden   | 1855–1941   | Finanzminister                                                |
| Hermann Erhardt               | 1903–1958   | Schauspieler                                                  |
| Hubert Feichtlbauer           | 1932–2017   | Journalist                                                    |
| Ludwig Fels                   | 1946–2021   | Schriftsteller                                                |
| Rupert Feuchtmüller           | 1920–2010   | Kunsthistoriker                                               |
| Kurt Fiedler                  | 1922–1984   | Politiker                                                     |
| Josef Fitzthum                | 1896–1945   | Generalleutnant der Waffen-SS                                 |
| Zdenko von Forster            | 1860–1922   | k.k. Eisenbahnminister                                        |
| Bert Fortell                  | 1924–1996   | Schauspieler                                                  |
| Adolf Frohner                 | 1934–2007   | Maler                                                         |
| Peter Gerlich                 | 1939–2019   | Politikwissenschaftler                                        |
| Eduard Gitsch                 | 1920–2013   | Gynäkologe                                                    |
| Fritz Glatz                   | 1943–2002   | Automobilrennfahrer                                           |
| Paul Götzl                    | 1884–1957   | Manager                                                       |
| Manon Gropius                 | 1916–1935   | Tochter von Alma Mahler-Werfel                                |
| Erwin Halletz                 | 1923–2008   | Komponist, Arrangeur und Dirigent                             |
| Günther Hamann                | 1924–1994   | Historiker                                                    |
| Theodor Hämmerle              | 1859–1930   | Textilindustrieller, Mäzen                                    |
| Heinrich Häusler              | 1919–2007   | Geologe                                                       |
| Erich Hillbrand               | 1926–2024   | Historiker                                                    |
| Stephan Hlawa                 | 1896–1977   | Kostümbildner                                                 |
| Carl Hochenegg                | 1860–1942   | Elektrotechniker                                              |
| Julius Hochenegg              | 1859–1940   | Mediziner                                                     |
| Carl Christian Hochstetter    | 1818–1880   | Chemiker                                                      |
| Ferdinand Hochstetter         | 1861–1954   | Anatom                                                        |
| Rudolf Hornegg                | 1898–1984   | Rundfunk- und Fernsehmoderator                                |
| Hans Jaksch                   | 1879–1970   | Architekt                                                     |
| Uwe Jens Jensen               | 1941–1997   | Dramaturg, Theaterregisseur und Autor                         |
| Richard Jordan                | 1847–1922   | Architekt                                                     |
| Andreas Karlsböck             | 1960–2019   | Politiker                                                     |
| Walther Kastner               | 1902–1994   | Jurist                                                        |
| Helmut Kinzel                 | 1925–2002   | Pflanzenphysiologe                                            |
| Bernhard Kletter              | 1957–2021   | Meteorologe                                                   |
| Leopold Kletter               | 1912–1989   | Meteorologe                                                   |
| Nina Konsta                   | 1918–2003   | Schlagersängerin                                              |
| Viktor Kraft                  | 1912–1998   | Architekt                                                     |
| Franz von Krauß               | 1837–1919   | Verwaltungsjurist                                             |
| Franz von Krauß               | 1865–1942   | Architekt                                                     |
| Paul Kretschmer               | 1866–1956   | Linguist                                                      |
| Ida Krottendorf               | 1927–1998   | Schauspielerin                                                |
| Gottfried Kumpf               | 1930–2022   | Maler, Graphiker und Bildhauer                                |
| Maximilian Lenz               | 1860–1948   | Maler                                                         |
| Norbert Liebermann            | 1881–1959   | Versicherungsfachmann                                         |
| Paul Löwinger jun.            | 1949–2009   | Regisseur, Schauspieler und Theaterleiter                     |
| Helmuth Lohner                | 1933–2015   | Kammerschauspieler                                            |
| Richard Lugner                | 1932–2024   | Bauunternehmer                                                |
| Marianne Lunzer               | 1919–2021   | Publizistikwissenschaftlerin                                  |
| Ferdinand Maierhofer          | 1881–1960   | Schauspieler                                                  |
| Fritz Marsch                  | 1926–2009   | Politiker                                                     |
| Viktor Mataja                 | 1857–1934   | Volkswirtschaftler                                            |
| Manfred Maurer                | 1958–1998   | Schriftsteller                                                |
| Felix de Mendelssohn          | 1944–2016   | Psychoanalytiker                                              |
| Franz Messner                 | 1926–1968   | Schauspieler                                                  |
| Franz Miltner                 | 1901–1959   | Archäologe                                                    |
| Erwin Müller                  | 1879–1950   | Sportjournalist (Grab aufgelassen)                            |
| Josef Nadler                  | 1884–1963   | Germanist (Grab aufgelassen)                                  |
| Ricardo Odnoposoff            | 1914–2004   | Violinist                                                     |
| Eduard Pernkopf               | 1888–1955   | Anatom                                                        |
| Egon Pflügl                   | 1869–1960   | Diplomat                                                      |
| Johann Pichler                | 1877–1949   | Kieferchirurg und Universitätslehrer                          |
| Arnold Pillat                 | 1891–1975   | Augenarzt                                                     |
| Hedwig Pistorius              | 1906–2004   | Schauspielerin                                                |
| Camillo Praschniker           | 1884–1949   | Archäologe                                                    |
| Anna-Lülja Praun              | 1906–2004   | Architektin und Designerin                                    |
| Karl Rainer                   | 1901–1987   | Fußball-Nationalspieler                                       |
| Otto Richter                  | 1875–1919   | Architekt                                                     |
| Gustav Riehl                  | 1855–1943   | Dermatologe                                                   |
| Gustav Riehl                  | 1894–1981   | Dermatologe                                                   |
| Johann Rihosek                | 1869–1956   | Lokomotivkonstrukteur und Hochschullehrer                     |
| Christiane Ritter             | 1897–2000   | Malerin und Autorin                                           |
| Brigitte A. Rollett           | 1934–2024   | Psychologin                                                   |
| Peter Ronnefeld               | 1935–1965   | Komponist, Dirigent                                           |
| Rudolf Freiherr von Roßbacher | 1806–1886   | Feldzeugmeister und stellvertretender Kriegsminister          |
| Walther Rodler                | 1867–1931   | Politiker                                                     |
| Hermann Rothe                 | 1882–1923   | Mathematiker                                                  |
| Ignaz von Ruber               | 1845–1933   | Politiker                                                     |
| Karl Rudolf                   | 1886–1964   | Theologe                                                      |
| Gerhard Sailer                | 1931–2002   | Denkmalpfleger                                                |
| Anna Sebastian                | 1916–1953   | Schriftstellerin                                              |
| Lotte von Schaukal            | 1908–1993   | Übersetzerin                                                  |
| Richard von Schaukal          | 1874–1942   | Dichter                                                       |
| Erich Schleyer                | 1940–2021   | Schauspieler                                                  |
| Heinrich Schneidmadl          | 1886–1965   | Politiker                                                     |
| Karl Schneller                | 1878–1942   | k.u.k. Generalstabsoffizier und Dichter                       |
| Gustav Adolph von Schoeller   | 1826–1889   | Montanindustrieller                                           |
| Paul Eduard von Schoeller     | 1853–1920   | Montanindustrieller                                           |
| Philipp Wilhelm von Schoeller | 1845–1916   | Montanindustrieller                                           |
| Hans Schöll                   | 1941–2003   | Politiker                                                     |
| Christl Schönfeldt            | 1916–2013   | Musikschriftstellerin und Salondame                           |
| Fortunat von Schubert-Soldern | 1867–1953   | Kunsthistoriker                                               |
| Rainer Schubert-Soldern       | 1900–1974   | Zoologe                                                       |
| Dagny Servaes                 | 1894–1961   | Schauspielerin                                                |
| Evi Servaes                   | 1922–2007   | Schauspielerin                                                |
| Otto Steinhäusl               | 1879–1940   | Polizeibeamter (Grab aufgelassen)                             |
| Georg Stetter                 | 1895–1988   | Physiker                                                      |
| Günter Peter Straschek        | 1942–2009   | Filmhistoriker und Filmemacher                                |
| Manfred P. Straube            | 1944–2024   | Rechtswissenschaftler                                         |
| Fritz Tarbuk                  | 1896–1976   | Wirtschaftstreibender                                         |
| Josef Taus                    | 1933–2024   | Industrieller                                                 |
| Adrienne Thomas               | 1897–1980   | Schriftstellerin                                              |
| Lotte Tobisch-Labotýn         | 1926–2019   | Schauspielerin, Autorin                                       |
| Carl Toldt                    | 1840–1920   | Mediziner (Grab aufgelassen)                                  |
| Karl Tschuppik                | 1876–1937   | Publizist, Herausgeber                                        |
| Herbert Tumpel                | 1948–2018   | Volkswirt                                                     |
| Hans Tuppy                    | 1924–2024   | Biochemiker                                                   |
| Herbert Turnauer              | 1907–2000   | Industrieller                                                 |
| Rudolf Ullik                  | 1900–1996   | Arzt und Maler                                                |
| Ernst Eugen Veselsky          | 1932–2014   | Wirtschaftswissenschaftler                                    |
| Ludwig Weber                  | 1899–1974   | Sänger                                                        |
| Ferdinand Welz                | 1915–2008   | Medailleur                                                    |
| Karel Frederik Wenckebach     | 1864–1940   | Arzt                                                          |
| Paula Wessely                 | 1907–2000   | Schauspielerin                                                |
| Friedrich Wiesner             | 1871–1951   | Jurist und Diplomat                                           |
| Julius Wiesner                | 1838–1916   | Botaniker                                                     |
| Peppino Wieternik             | 1919–1979   | Maler                                                         |
| Camillo Wiethe                | 1889–1949   | Hals-Nasen-Ohren-Arzt                                         |
| Hubert Wilfan                 | 1922–2007   | Bildhauer                                                     |
| Rudolf Wurzer                 | 1920–2004   | Architekt und Planungsstadtrat                                |
| Emmerich Zederbauer           | 1877–1950   | Botaniker und Hochschullehrer                                 |
| Franz Zelwecker               | 1911–1998   | Komponist und Kapellmeister                                   |